# Новохатний, Андрей Александрович
Андрей Александрович Новохатний (укр. Андрій Олександрович Новохатний;род. 1925 Василевка, Днепропетровский округ — 6 февраля 2025 Трускавец, Львовская область) — украинский и советский инженер, руководитель в области вычислительной техники и автоматизации, внёс значительный вклад в развитие приборостроительной отрасли СССР и Украины. Ветеран Великой Отечественной войны, кандидат технических наук и почётный гражданин города Северодонецка.

## Биография
Родился в 1925 году в селе Василевка. Участник Великой Отечественной войны.
После войны окончил Львовский политехнический институт в 1951 году по специальности автоматика и приборостроения.
С 1952 по 1958 года работал инженером и начальником цеха КИП и автоматики на Ново-Грозненском нефтеперерабывающем заводе.
В 1958 году присоединился к Лисичанскому филиалу института автоматики, а в 1959 году стал его директором.
В 1963 году филиал был преобразован в Научно-исследовательский институт управляющих вычислительных машин (НИИУВМ), где он продолжил работу в качестве директора.
С 1972 по 1987 год занимал должность генерального директора Северодонецкого научно-производительного объединения «Импульс» в состав которого вошли НИИУВМ и ряд других научных и производственных организаций.
8 мая 2021 года Президент Украины Владимир Зеленский во время рабочей поездки в Луганскую область встретился в Северодонецке с участником боевых действий во времена Второй мировой войны, бывшим руководителем НПО «Импульс» Андреем Александровичем Новохатним.
В 2022 году после начала российско-украинской войны переместился в Трускавец. Он не мог быть бездействующим, даже оставшись родного дома. Андрей Новохатний скучал и писал мемуары о городе Северодонецк, в котором проработал и прожил всю жизнь.
6 февраля 2025 скончался в возрасте 100 лет.